# Nobusuke Kiši
Nobusuke Kiši, rodným jménem Nobusuke Sató, (13. listopadu 1896 – 7. srpna 1987) byl japonský politik. V letech 1957–1960 byl premiérem Japonska. 1956–1957 ministrem zahraničních věcí, 1941–1943 ministrem obchodu a průmyslu. Byl představitelem Liberální demokratické strany, dominantní síly japonského politického systému ve 2. polovině 20. století. Kiši byl jednou z klíčových figur při formování této strany i celého politického systému zvaného někdy "1955" (dle vzniku strany), jehož cílem bylo vytlačit levici dlouhodobě z vlády.

## Život
Byl významným představitelem japonské politiky již před druhou světovou válkou. V okupovaném Mandžusku se podílel na brutálním zacházení s místní pracovní silou. Po válce byl zatčen a umístěn do věznice Sugamo, s dalšími prominenty starého režimu. Byl podezřelý ze spáchání válečných zločinů třídy A. Roku 1948 byl však propuštěn, byla mu pouze zakázána činnost ve veřejné správě.
Když roku 1952 skončila okupační správa, založil politickou stranu Japonská federace obnovy (Nippon Saiken Renmei), jejíž jádro tvořili bývalí členové strany Minseito, jedné ze dvou povolených konzervativních stran před válkou. Saiken Renmei byl silně antikomunistická, oslovovala zejména malé obchodníky a živnostníky a usilovala o revizi poválečné ústavy. Ve volbách roku 1952 však zcela propadla.
Kiši poté roku 1953 vstoupil do Liberální strany, aby v ní vytvořil konzervativní křídlo a posunul ji doprava, a to navzdory tomu, že předseda strany Šigeru Jošida byl jeho osobním nepřítelem, který po válce bojoval za odstranění Kišiho z veřejného života. Nikoli nevýznamným faktorem však bylo, že Kiši přinesl do strany značné množství finančních prostředků a jeho pozice tak byla rychle stabilní. Roku 1955 se Liberální strana sloučila s Demokratickou stranou a vytvořila klíčový subjekt japonské poválečné politiky – Liberální demokratickou stranu. Za ní se Kiši, po pádu několika vlivnějších předchůdců, nakonec stal premiérem.
Ve funkci velmi usiloval především o upevnění vztahů s USA a za tím účelem podepsal roku 1960 japonsko-americkou bezpečnostní smlouvu, která posilovala americkou pozici v Japonsku. Ta se stala velmi nepopulární u japonské veřejnosti a vyvolala masové protesty, během nichž byl mimo jiné napaden tiskový sekretář Bílého domu James Hagerty, jehož musela z místa protestu evakuovat dokonce vojenská helikoptéra. Protesty a stávky neutichaly, a tak se Kiši rozhodl nakonec podat demisi.
V mládí opustil rodinu a přidal se k mnohem vlivnější rodině Kiši, přičemž přijal i její jméno. Jeho biologický bratr Eisaku Sató se stal rovněž japonským premiérem.